# Clément Turpin
Pour les articles homonymes, voir Turpin.
Clément Turpin, né le 16 mai 1982 à Oullins (Rhône), est un arbitre international français de football qui représente la Ligue de Bourgogne-Franche-Comté et est licencié au FC Montceau Bourgogne (Saône-et-Loire), depuis 1989.

## Biographie
En août 2008, alors âgé de 26 ans, Clément Turpin devient le plus jeune arbitre de Ligue 1, battant le record de précocité qui était auparavant détenu par Philippe Kalt depuis 1994. Il est notamment passé de l'arbitrage en district à la Ligue 1 en seulement dix ans.
En décembre 2009, il est désigné arbitre international FIFA. Il est le plus jeune Français accédant à cette fonction.
Finissant premier des arbitres Fédéraux 1 d'après le classement publié par la DTA en juin 2015, il est désormais considéré comme le leader de l'arbitrage français. En juin 2015, il arbitre la phase finale du championnat d'Europe espoirs en République tchèque, accompagné par Frédéric Cano et Nicolas Danos comme arbitres assistants et par Fredy Fautrel et Benoît Bastien comme arbitres assistants additionnels. En juillet 2015, après avoir arbitré deux matches lors du championnat d'Europe espoir et servi de quatrième arbitre lors de la finale, il est promu dans la catégorie Elite, plus haute catégorie de l'arbitrage européen. Il a été le seul arbitre français dans cette catégorie jusqu'en juin 2018 où Benoît Bastien l'a rejoint.  
Il est l'arbitre qui représente la France lors de l'Euro 2016 durant lequel il arbitre deux rencontres. 
Il est choisi par l'UEFA pour être le quatrième arbitre et arbitre remplaçant de la Supercoupe d'Europe opposant le Real Madrid et Manchester United le 8 août 2017.
Le 26 octobre 2017, il est choisi par la FIFA pour arbitrer le match de barrage retour entre le Pérou et la Nouvelle-Zélande à Lima. Ce match a pour enjeu la dernière place qualificative pour la Coupe du monde 2018.
En juin 2018, il est choisi par l'UEFA pour être le 4e arbitre de la finale de la Ligue des champions de l'UEFA 2017-2018 opposant le  Real Madrid et  Liverpool.
Du 14 juin au 15 juillet 2018, il a officié en tant qu'arbitre de la Coupe du monde de football de 2018 accompagné de ses deux arbitres assistants : Nicolas Danos et Cyril Gringore.
Du 7 juin au 7 juillet 2019, il représente l'arbitrage français en tant qu'arbitre assistant vidéo (VAR) à la Coupe du monde féminine 2019.
Le 13 août 2019, il officie en tant qu'arbitre assistant vidéo sur la Supercoupe de l'UEFA opposant Liverpool à Chelsea, au Vodafone Park d'Istanbul, et assiste Stéphanie Frappart, première femme arbitre centrale d'une compétition européenne masculine.
Du 11 juin au 11 juillet 2021, il représente l'arbitrage français lors de l'Euro 2020 avec ses deux assistants habituels.
En juin 2024, Clément Turpin est désigné pour arbitrer le match d'ouverture de l'Euro 2024, entre l'Allemagne (pays organisateur) et l'Écosse à l'Allianz Arena de Munich.
Pour la saison 2024-2025 il est élu troisième meilleur arbitre français par la Commission fédérale de l'arbitrage,,.

## Désignations majeures
- Finale de la Coupe de France opposant le PSG au LOSC, le 29 avril 2011.
- Le Trophée des Champions opposant le PSG à l'EA Guingamp, le 2 Août 2014 à Pékin[13].
- Finale de la Coupe de France opposant l'Olympique de Marseille au Paris Saint-Germain, le 21 mai 2016[14].
- Quart de finale de Ligue Europa opposant le Celta Vigo et KRC Genk, le 13 avril 2017[15].
- Finale de la Coupe de la Ligue opposant le Paris Saint-Germain à  l'AS Monaco, le 21 mars 2018[16].
- Quart de finale retour de Ligue des champions opposant l'AS Roma et le FC Barcelone, le 10 avril 2018[17].
- Demi-finale aller de Ligue Europa opposant l'Atlético Madrid et Arsenal, le 24 avril 2018[18].
- Quart de finale retour de Ligue des champions opposant la Juventus Turin et l'Ajax Amsterdam, le 16 avril 2019[19].
- Demi-finale aller de Ligue Europa opposant Arsenal et le Valence CF, le 2 mai 2019[20].
- Demi-finale de la Ligue des nations opposant les Pays-Bas à l'Angleterre, le 6 juin 2019[21].
- Quart de finale de Ligue Europa opposant Manchester United et FC Copenhague, le 10 août 2020[22].
- Quart de finale retour de Ligue des Champions opposant Chelsea au FC Porto le 13 avril 2021[23].
- Finale de la Ligue Europa opposant Villarreal à Manchester United le 26 mai 2021[24].
- Quart de finale aller de Ligue des Champions opposant Chelsea au Real Madrid le 6 avril 2022[25].
- Finale de la Ligue des Champions opposant Liverpool au Real Madrid le 28 mai 2022[26].
- Huitième de Finale de la Coupe du monde opposant le Brésil à la Corée du Sud le 05 décembre 2022[27].
- Quart de finale retour de Ligue des Champions opposant le Bayern Munich à Manchester City[28].
- Demi-finale retour de Ligue des Champions opposant l'Inter Milan à l'AC Milan[29].
- Demi-finale aller de Ligue des Champions opposant le Bayern Munich au Real Madrid, le 30 avril 2024[30].

## Statistiques
Nombre de matchs arbitrés:
- Ligue des champions : 43 ;
- Ligue Europa : 27 ;
- Coupe du monde : 5 ;
- Championnat d'Europe : 4 ;
- Jeux olympiques : 2 ;
- Ligue 1 : 263.

| Saison                               | Nbre de matchs | Cartons jaunes | Ratio par match | Cartons rouges | Ratio par match | Pénalties | Pénalties par match |
| ------------------------------------ | -------------- | -------------- | --------------- | -------------- | --------------- | --------- | ------------------- |
| 2008-2009                            | 28             | 82             | 2.93            | 6              | 0.21            | 3         | 0.11                |
| 2009-2010                            | 23             | 74             | 3.22            | 8              | 0.35            | 7         | 0.30                |
| 2010-2011                            | 30             | 103            | 3.43            | 7              | 0.23            | 8         | 0.27                |
| 2011-2012                            | 33             | 126            | 3.82            | 13             | 0.39            | 16        | 0.48                |
| 2012-2013                            | 36             | 139            | 3.86            | 20             | 0.56            | 7         | 0.19                |
| 2013-2014                            | 33             | 103            | 3.12            | 8              | 0.24            | 13        | 0.39                |
| 2014-2015                            | 36             | 104            | 2.89            | 8              | 0.22            | 12        | 0.33                |
| 2015-2016                            | 33             | 110            | 3.33            | 8              | 0.24            | 14        | 0.42                |
| 2016-2017                            | 44             | 116            | 2.64            | 8              | 0.18            | 16        | 0.36                |
| 2017-2018                            | 34             | 116            | 3.41            | 5              | 0.15            | 8         | 0.24                |
| 2018-2019                            | 39             | 135            | 3.46            | 9              | 0.23            | 22        | 0.56                |
| 2019-2020                            | 30             | 102            | 3.40            | 5              | 0.17            | 10        | 0.33                |
| 2020-2021                            | 33             | 114            | 3.45            | 13             | 0.39            | 15        | 0.45                |
| 2021-2022                            | 36             | 110            | 3.01            | 11             | 0.31            | 15        | 0.42                |
| 2022-2023                            | 38             | 110            | 2.89            | 6              | 0.16            | 10        | 0.26                |
| TOTAL                                | 506            | 1644           | 3.25            | 135            | 0.27            | 176       | 0.35                |
| Dernière mise à jour le 21 mai 2023. |                |                |                 |                |                 |           |                     |

## Matchs arbitrés dans les grandes compétitions internationales

### Championnats d'Europe de football
| Date             | Équipe 1         | Résultat         | Équipe 2         | Averti           | Carton jaune · Carton jaune · Carton rouge | Carton rouge     |
| Phase de groupes | Phase de groupes | Phase de groupes | Phase de groupes | Phase de groupes | Phase de groupes                           | Phase de groupes |
| ---------------- | ---------------- | ---------------- | ---------------- | ---------------- | ------------------------------------------ | ---------------- |
| 14 juin 2016     | Autriche         | 0 - 2            | Hongrie          | 3 (2-1)          | 1 (1-0)                                    | 0                |
| 21 juin 2016     | Irlande du Nord  | 0 - 1            | Allemagne        | 0                | 0                                          | 0                |

| Date             | Équipe 1         | Résultat         | Équipe 2         | Averti           | Carton jaune · Carton jaune · Carton rouge | Carton rouge     | Vidéo assistance (VAR) |
| Phase de groupes | Phase de groupes | Phase de groupes | Phase de groupes | Phase de groupes | Phase de groupes                           | Phase de groupes | Phase de groupes       |
| ---------------- | ---------------- | ---------------- | ---------------- | ---------------- | ------------------------------------------ | ---------------- | ---------------------- |
| 12 juin 2021     | Pays de Galles   | 1 - 1            | Suisse           | 3 (1-2)          | 0                                          | 0                | François Letexier      |
| 21 juin 2021     | Russie           | 1 - 4            | Danemark         | 3 (2-1)          | 0                                          | 0                | François Letexier      |

| Date             | Équipe 1         | Résultat         | Équipe 2         | Averti           | Carton jaune · Carton jaune · Carton rouge | Carton rouge     | Vidéo assistance (VAR) |
| Phase de groupes | Phase de groupes | Phase de groupes | Phase de groupes | Phase de groupes | Phase de groupes                           | Phase de groupes | Phase de groupes       |
| ---------------- | ---------------- | ---------------- | ---------------- | ---------------- | ------------------------------------------ | ---------------- | ---------------------- |
| 14 juin 2024     | Allemagne        | 5 - 1            | Écosse           | 3 (2-1)          | 0                                          | 1 (0-1)          | Jérôme Brisard         |

### Jeux olympiques
| Date             | Équipe 1         | Résultat         | Équipe 2         | Averti           | Carton jaune · Carton jaune · Carton rouge | Carton rouge     |
| Phase de groupes | Phase de groupes | Phase de groupes | Phase de groupes | Phase de groupes | Phase de groupes                           | Phase de groupes |
| ---------------- | ---------------- | ---------------- | ---------------- | ---------------- | ------------------------------------------ | ---------------- |
| 4 août 2016      | Nigeria          | 5 - 4            | Japon            | 1 (1-0)          | 0                                          | 0                |
| 10 août 2016     | Corée du Sud     | 1 - 0            | Mexique          | 6 (4-2)          | 0                                          | 0                |

### Coupes du monde
| Date             | Équipe 1         | Résultat         | Équipe 2         | Averti           | Carton jaune · Carton jaune · Carton rouge | Carton rouge     | Vidéo assistance (VAR) |
| Phase de groupes | Phase de groupes | Phase de groupes | Phase de groupes | Phase de groupes | Phase de groupes                           | Phase de groupes | Phase de groupes       |
| ---------------- | ---------------- | ---------------- | ---------------- | ---------------- | ------------------------------------------ | ---------------- | ---------------------- |
| 20 juin 2018     | Uruguay          | 1 - 0            | Arabie saoudite  | 0                | 0                                          | 0                | Szymon Marciniak       |
| 27 juin 2018     | Suisse           | 2 - 2            | Costa Rica       | 6 (3-3)          | 0                                          | 0                | Felix Zwayer           |

| Date               | Équipe 1         | Résultat         | Équipe 2         | Averti           | Carton jaune · Carton jaune · Carton rouge | Carton rouge     | Vidéo assistance (VAR) |
| Phase de groupes   | Phase de groupes | Phase de groupes | Phase de groupes | Phase de groupes | Phase de groupes                           | Phase de groupes | Phase de groupes       |
| ------------------ | ---------------- | ---------------- | ---------------- | ---------------- | ------------------------------------------ | ---------------- | ---------------------- |
| 24 novembre 2022   | Uruguay          | 0 - 0            | Corée du Sud     | 2 (1-1)          | 0                                          | 0                | Jérôme Brisard         |
| 29 novembre 2022   | Équateur         | 1 - 2            | Sénégal          | 1 (0-1)          | 0                                          | 0                | Jérôme Brisard         |
| Huitième de finale |                  |                  |                  |                  |                                            |                  |                        |
| 5 décembre 2022    | Brésil           | 4 - 1            | Corée du Sud     | 1 (0-1)          | 0                                          | 0                | Jérôme Brisard         |

### Phase finale de la Ligue des nations
| Date        | Équipe 1    | Résultat    | Équipe 2    | Averti      | Carton jaune · Carton jaune · Carton rouge | Carton rouge | Vidéo assistance (VAR) |
| Demi-finale | Demi-finale | Demi-finale | Demi-finale | Demi-finale | Demi-finale                                | Demi-finale  | Demi-finale            |
| ----------- | ----------- | ----------- | ----------- | ----------- | ------------------------------------------ | ------------ | ---------------------- |
| 6 juin 2019 | Pays-Bas    | 3 - 1 ap    | Angleterre  | 4 (3-1)     | 0                                          | 0            | François Letexier      |

### Finale de compétitions de clubs de l'UEFA
| Date        | Équipe 1     | Résultat | Équipe 2    | Averti  | Carton jaune · Carton jaune · Carton rouge | Carton rouge | Vidéo assistance (VAR) |
| Finale      | Finale       | Finale   | Finale      | Finale  | Finale                                     | Finale       | Finale                 |
| ----------- | ------------ | -------- | ----------- | ------- | ------------------------------------------ | ------------ | ---------------------- |
| 28 mai 2022 | Liverpool FC | 0 - 1    | Real Madrid | 1 (1-0) | 0                                          | 0            | Jérôme Brisard         |

| Date        | Équipe 1      | Résultat              | Équipe 2          | Averti  | Carton jaune · Carton jaune · Carton rouge | Carton rouge | Vidéo assistance (VAR) |
| Finale      | Finale        | Finale                | Finale            | Finale  | Finale                                     | Finale       | Finale                 |
| ----------- | ------------- | --------------------- | ----------------- | ------- | ------------------------------------------ | ------------ | ---------------------- |
| 26 mai 2021 | Villarreal CF | 1 - 1 ap (11 - 10)tab | Manchester United | 4 (2-2) | 0                                          | 0            | François Letexier      |

### Coupe du monde des clubs
| Date                   | Équipe 1     | Résultat    | Équipe 2    | Averti      | Carton jaune · Carton jaune · Carton rouge | Carton rouge | Vidéo assistance (VAR) |
| Demi-finale            | Demi-finale  | Demi-finale | Demi-finale | Demi-finale | Demi-finale                                | Demi-finale  | Demi-finale            |
| ---------------------- | ------------ | ----------- | ----------- | ----------- | ------------------------------------------ | ------------ | ---------------------- |
| 8 février 2022         | SE Palmeiras | 2 - 0       | Al Ahly SC  | 1 (0-1)     | 0                                          | 1 (0-1)      | Willy Delajod          |
| Match pour la 3e place |              |             |             |             |                                            |              |                        |
| 12 février 2022        | Al-Hilal FC  | 0 - 4       | Al Ahly SC  | 4 (1-3)     | 0                                          | 2 (2-0)      | Willy Delajod          |

## Récompenses
- Trophée UNFP du meilleur arbitre de Ligue 1 (2009, 2011, 2019, 2021)